# Белява-Гурна
Белява-Гурна (пол. Bielawa Górna, нім. Ober Bielau) — село в Польщі, у гміні Пенськ Згожелецького повіту Нижньосілезького воєводства.
Населення — 190 осіб (2011).
У 1975-1998 роках село належало до Єленьогурського воєводства.

## Демографія
Демографічна структура станом на 31 березня 2011 року:
|          | Загалом | Допрацездатний вік | Працездатний вік | Постпрацездатний вік |
| -------- | ------- | ------------------ | ---------------- | -------------------- |
| Чоловіки | 96      | 19                 | 68               | 9                    |
| Жінки    | 94      | 24                 | 58               | 12                   |
| Разом    | 190     | 43                 | 126              | 21                   |